# Hyphydrus dani
Hyphydrus dani là một loài bọ cánh cứng trong họ Bọ nước. Loài này được Biström, Balke & Hendrich miêu tả khoa học năm 1993.